# Heinrich Christian Funck
Heinrich Christian Funck (* 22. November 1771 in Wunsiedel; † 14. April 1839 in Gefrees) war ein deutscher Apotheker, Botaniker und Mitbegründer der Regensburgischen Botanischen Gesellschaft. Sein offizielles botanisches Autorenkürzel lautet „Funck“.

## Leben
Heinrich Christian Funcks Mutter, eine geborene Schmidt aus Wunsiedel, verheiratet mit dem Kammersekretär Funck zu St. Johannis bei Bayreuth, gebar Heinrich Christian nach der Trennung von ihrem Gatten in ihrer Vaterstadt Wunsiedel. In den 80ern des 18. Jahrhunderts heiratete sie nach Gefrees, den dortigen Apotheker Daniel. Ihr Sohn zog mit ihr und kurz darauf nach Hof, um dort das Gymnasium zu besuchen.
Im Anschluss ging er nach Regensburg in die Apothekerlehre. Dort war Arnulf Längenfell sein erster Lehrer in den Naturwissenschaften. Seine botanischen Studien führen ihn 1794 nach Salzburg und 1798, nach einem Zwischenstopp in Erlangen, nach Jena. Die Apotheke seiner Mutter in Gefrees übernahm Funk am 29. September 1803, von dort aus betrieb er seine Forschungen in der Kryptogamenkunde und Bryologie weiter, zunächst im vor der Haustüre liegenden Fichtelgebirge und später auch mit weiteren Reisen.

Eine 1821 angebotene Professur in Berlin anzunehmen, hätte bedeutet, das Fichtelgebirge zu verlassen, so schlug er sie aus mit den Worten: 

„Es ist mein Paradies, wegzugehen wäre ein Sünde“

Bürgermeister von Gefrees war er 13 Jahre lang. Die Apotheke verkaufte er in den 1830ern und baute sich ein Wohnhaus in der Absicht, sich nur noch der Wissenschaft zu widmen. Er erlitt ein Jahr nach Fertigstellung einen Schlaganfall und verstarb 1839 nach einem Reapoplex.

## Ehrungen
Nach Funck benannt ist die Gattung der Funkien (Funckia Willd.; heute Hosta Tratt.) aus der Familie der Spargelgewächse (Asparagaceae).

## Werke
- Kryptogamische Gewächse des Fichtelgebirges. 17 Hefte, Leipzig 1803–1808
- Deutschlands Moose – ein Taschen-Herbarium zum Gebrauch bei Excursionen. Birne, Bayreuth 1820